# Земля Королевы Мэри
Земля́ Короле́вы Мэ́ри (англ. Queen Mary Land) — часть территории Восточной Антарктиды между 92°03' и 100°04' восточной долготы.

## География
На западе граничит с Землёй Вильгельма II, на востоке — с Землёй Уилкса. Прибрежная часть — Берег Правды, который омывается морями Дейвиса и Моусона. В восточной части к берегу примыкает шельфовый ледник Шеклтона.
Почти вся территория представляет собой поверхность ледникового покрова, круто поднимающуюся от моря в глубину материка до высоты 2500—3000 м; близ побережья — участки, свободные ото льда, где имеются незначительные выходы коренных пород.

## Освоение
Земля королевы Мэри была открыта в 1912 году австралийской антарктической экспедицией Дугласа Моусона и названа в честь Марии Текской, супруги британского короля Георга V.
На Землю королевы Мэри официально претендует Австралия, однако по Договору об Антарктике любые территориальные притязания в этой части света с 1961 года бессрочно заморожены.
В 1956—1959 годах здесь работала советская станция Пионерская, в 1957—1959 годах — станция Комсомольская. В настоящее время в глубине континента в районе подлёдного озера Восток работает одноимённая российская антарктическая станция.